# BBC Radio Devon
BBC Radio Devon – stacja radiowa należąca do BBC i pełniąca w sieci tego nadawcy rolę radia lokalnego dla hrabstwa Devon. Rozgłośnia została uruchomiona 17 stycznia 1983. Dostępna jest w analogowym i cyfrowym przekazie naziemnym, a także w Internecie. 
Siedzibą stacji jest Plymouth.  Znaczna część wieczornej ramówki jest retransmitowana przez inne stacje lokalne BBC w południowo-zachodniej Anglii oraz na Wyspach Normandzkich. Oprócz audycji własnych stacja transmituje również programy siostrzanych stacji lokalnych z Bristolu, Leeds i Truro, a także programy ogólnokrajowego radia BBC Radio 5 Live.